# Childebert IV
Pour les articles homonymes, voir Childebert III.
Childebert IV (ou Childebert III si Childebert l'Adopté n'est pas pris en compte), dit « le Juste », né vers 678 et mort en 711, est le roi des Francs de 695 à sa mort.

## Biographie
Né vers 678, Childebert est le fils cadet du roi Thierry III. Il succède sur le trône à son frère aîné Clovis IV. Il a pour maire du palais en Austrasie le puissant Pépin de Herstal. En Neustrie le maire du palais est Grimoald le Jeune, le fils cadet de Pépin.
Durant son règne, Pépin de Herstal soumet les Frisons du duc Radbod. Les nombreux diplômes que le roi Childebert a souscrits prouvent sa grande activité. En 697, il fait condamner Drogon, fils aîné de Pépin de Herstal, à rendre un bien à un monastère. En 710, il exige que Grimoald rende aux moines les tonlieux qu'il perçoit lors de la fête de Saint-Denis.
Il meurt à Saint-Étienne en 711 et est inhumé dans l'église Saint-Étienne de Choisy. 
Il laisse le souvenir d'un roi juste (« le Juste » est son surnom dans l'Histoire de la maison royale de France du père Anselme) et de bonne mémoire. Son fils Dagobert III lui succède.

## Tombeau
Comme son frère Clovis IV, il fut inhumé dans le monastère bénédictin de Saint-Étienne à Choisy. Son sarcophage fut vraisemblablement détruit par les Normands en 895/896. Lors du pillage révolutionnaire de l'église en 1793, on rechercha les sépultures royales placées dans le chœur, on découvrit des ossements qui furent déposés pêle-mêle dans le cimetière communal mais on ne peut assurer qu'il s'agissait des restes du roi.

## Sources
- Chapitre 49 du Livre de l'histoire des Francs (vers 727) :

« Le roi Thierry mourut après avoir régné dix-neuf ans. Clovis, son fils, progéniture de la reine Clotilde, lui succéda au pouvoir. Peu de temps après le jeune Clovis mourut après deux ans de règne. Childebert, son frère, homme illustre, reprit la tête de son royaume. Cependant Norbert mourut. Grimoald, le plus jeune fils de Pépin fut nommé maire du palais du roi Childebert. Pépin fit de nombreuses guerre contre le noble Radbod et d'autres princes, contre les Suèves et d'autres peuples encore [...]. »

- Chapitre 50 du Livre de l'histoire des Francs (vers 727) :

« Alors le roi Childebert, roi juste et de bonne mémoire, monta vers le Seigneur. Il avait régné pendant dix-sept ans et fut enseveli à Choisy, dans la basilique dédié au martyr saint Etienne. Dagobert, son fils encore enfant, régna à sa place [...]. »

- Chapitre 6 de la Continuation de la Chronique de Frédégaire (vers 760) :

« [...] Or, après quelques années, ledit roi Clovis tomba malade et mourut au bout de quatre ans de règne. Son frère Childebert s'assit sur le trône. Quant à Drogon, élevé par son père Pépin, il reçut le duché de Champagne. Grimoald, le cadet, fut choisi comme maire du palais pour gouverner les Francs aux côtés du roi Childebert, et il se montra un homme fort aimable, plein de toute bonté et de compassion, généreux dans ses aumônes et assidu dans ses prières. Pépin et Radbold, duc païen de la nation des Frisons se firent l'un et l'autre la guerre au fort de Duurstede où ils se livrèrent bataille. Pépin sortit vainqueur et, comme le duc Radbod avait été mis en fuite avec les Frisons rescapés, le même Pépin revint chargé de dépouilles et de butin [...]. »

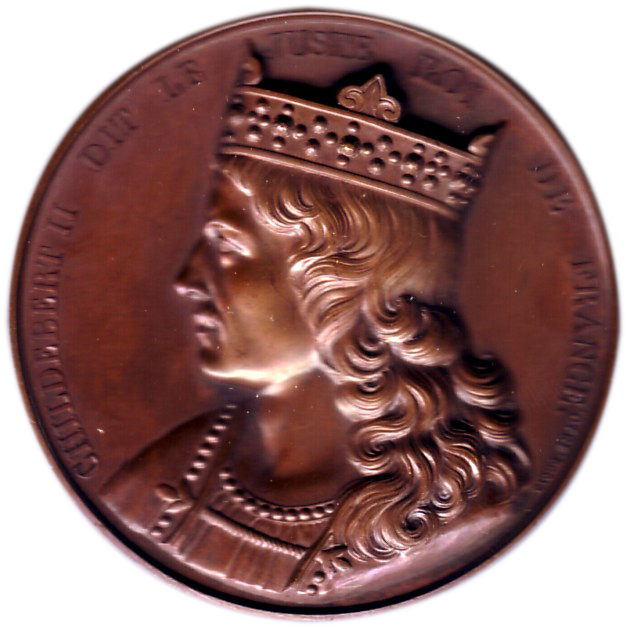
« Childebert II, dit le Juste, roi de France », médaille de Armand Auguste Caqué, Galerie numismatique des rois de France, 1836.

- Chapitre 7 de la Continuation de la Chronique de Frédégaire (vers 760) :

« En ces jours, mourut le roi Childebert, qui fut enseveli à Choisy dans la basilique du saint martyr Étienne, après avoir régné seize ans. Son fils Dagobert reçut le trône de son père [...]. »

### Articles connexes

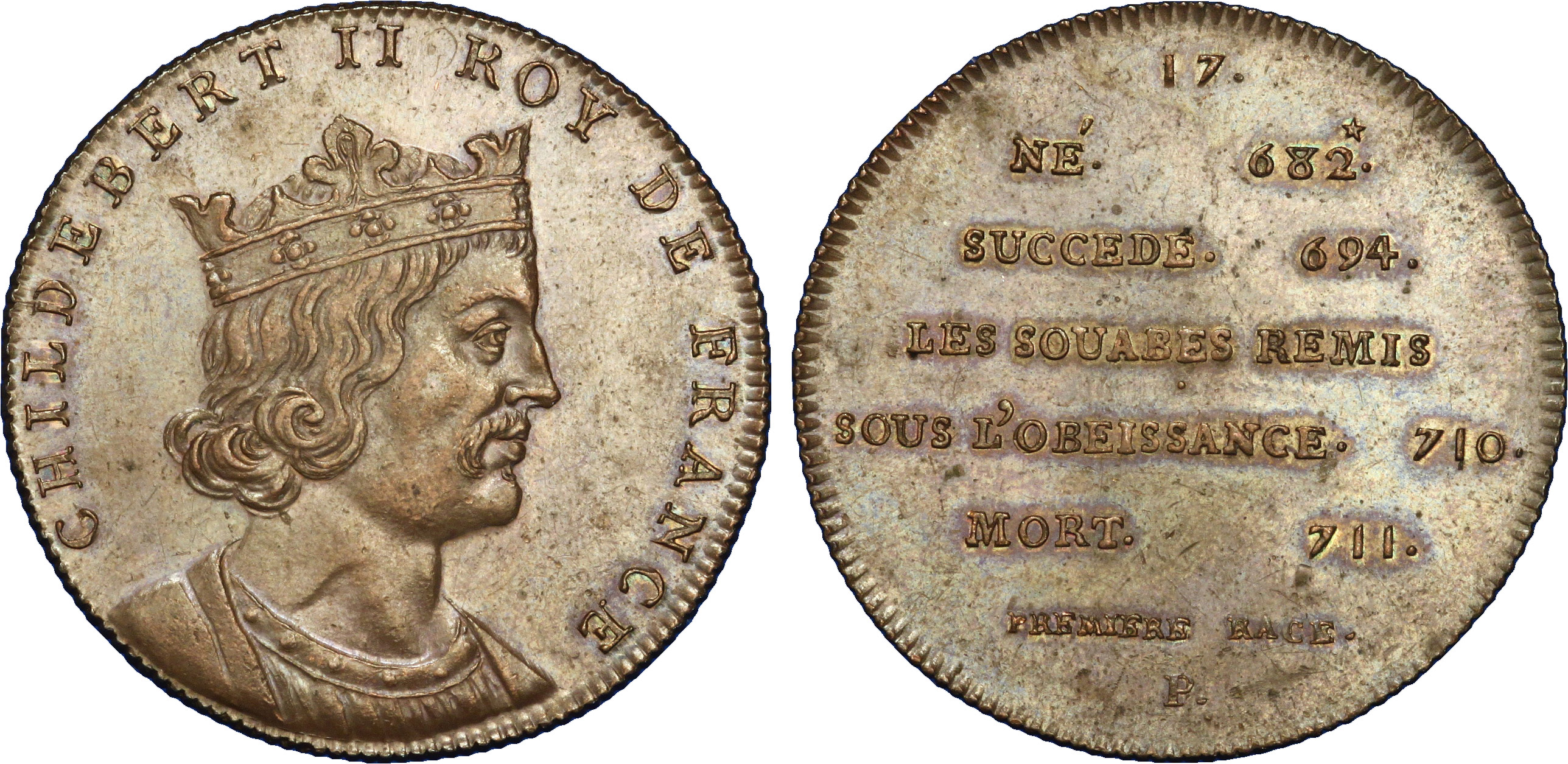
Buste imaginaire de Childebert IV.